# 宮崎吉夫
宮崎 吉夫（みやざき よしお、旧姓：伊藤〈いとう〉、1903年〈明治36年〉12月23日 - 1956年〈昭和31年〉10月24日）は、日本の病理学者、医師。医学博士。東京高等歯科医学校病理学教室初代教授、東京大学伝染病研究所病理学研究部長。

## 略歴
新潟県中蒲原郡横越村大字沢海（現 新潟市江南区沢海）の豪農・六代目伊藤文吉の五男として出生。
1920年（大正9年）3月に新潟中学校を4年で修了（四修）、1923年（大正12年）3月に第二高等学校を卒業、1927年（昭和2年）3月に東京帝国大学医学部医学科を卒業。
1927年（昭和2年）4月に東京帝国大学医学部病理学教室（担任：緒方知三郎教授）副手に就任、1932年（昭和7年）12月に東京高等歯科医学校病理学教室講師に就任、1933年（昭和8年）3月に東京高等歯科医学校病理学教室初代教授に就任、1935年（昭和10年）7月に東京帝国大学から医学博士号を取得、1944年（昭和19年）4月に東京医学歯学専門学校病理学教室教授に就任、1948年（昭和23年）7月に東京大学伝染病研究所病理学研究部部長・教授に就任、東京医科歯科大学歯学部病理学教室講師を兼任、1951年（昭和26年）2月に東京医科歯科大学歯学部病理学教室教授に就任、東京大学伝染病研究所病理学研究部部長・教授を兼任、1956年（昭和31年）6月に東京大学伝染病研究所所長事務代理に就任、東京大学伝染病研究所病理学研究部部長・教授と東京医科歯科大学歯学部病理学教室教授を兼任。
1956年（昭和31年）10月24日午前11時15分に東京医科歯科大学で講義中に狭心症で急逝、52歳没。

## 業績
東京高等歯科医学校に開設された病理学教室に着任して歯学の病理学研究・診断・教育に従事し、日本の口腔病理学の礎を築いた。また、口腔病理学、唾液腺内分泌、ウイルス性疾患のアレルギー研究における世界的権威であった。

## 栄典・表彰
- 1940年（昭和15年）11月10日 - 紀元二千六百年祝典記念章[10]
- 1956年（昭和31年）10月24日 - 正四位[11]・勲三等瑞宝章[12]

## 親族
- 六代目伊藤文吉 - 実父、豪農[13]。
- 宮崎悌治 - 養父。新潟県中頚城郡里五十公野村大字田（現 上越市三和区田〈た〉）の大地主で[注 2]、「仏さまのおさし図であなたを貰いに来た」と言って宮崎吉夫（伊藤吉夫、当時24歳または25歳）を婿養子にした[15][注 3][注 4]。
- 七代目伊藤文吉 - 長兄、豪農、実業家、北方文化博物館初代館長[13]。
- 伊藤威夫 - 三兄、第11・14代横越村村長、横越村名誉村民[16]。
- 八代目伊藤文吉 - 甥、豪農、実業家、元北方文化博物館館長[13]。

## 著作物

### 著書
- 「動物實驗ノ病理解剖學的所見」『結核ノ化學療法ニ關スル硏究 特ニ「ビスコクラウリン」型鹽基ノ結核ニ及ボス影響（第1報）』133-148頁、長谷川秀治[編]、化学療法研究会、1942年。
- 『病理組織學を學ぶ人々に 實習を受ける學生と硏究者とのために 本文』改訂第14版、緒方知三郎[原著]、赤崎兼義・伴俊男・木下良順・三宅仁・緒方富雄・岡治道・瀧澤延次郎・吉田富三[共改訂]、日本医書出版、1952年。
- 『病理組織學を學ぶ人々に 實習を受ける學生と硏究者とのために 圖版』改訂第14版、緒方知三郎[原著]、赤崎兼義・伴俊男・木下良順・三宅仁・緒方富雄・岡治道・瀧澤延次郎・吉田富三[共改訂]、日本医書出版、1952年。
- 『病理組織顯微鏡標本 の作り方手ほどき』改訂第8版、緒方知三郎[編]、伴俊男・岡治道・瀧澤延次郎・緒方富雄・所安夫[共改訂]、南山堂、1954年。
- 『最新齒科學全書 第四卷 口腔病理學』石川梧朗・秋吉正豊[共著]、松風陶歯製造株式会社[編]、永末書店、1954年。
- 「口腔」『病理學各論 中卷』1-83頁、吉田富三・武田勝男[編]、南山堂、1957年。
- 『最新歯科学全書 第四巻 口腔病理学 後編』石川梧朗・秋吉正豊[共著]、松風陶歯製造株式会社[編]、永末書店、1958年。

### 論文
- CiNii収録論文 - CiNii